# Nanantius eos
Nanantius eos — вид викопних птахів підкласу Enantiornithes. Останки були знайдені в 1986 році в штаті Квінсленд, Австралія. Інші знахідки відомі в пустелі Кизилкум, Узбекистан. Це були примітивні літаючі птахи, які належали до окремої гілки ніж та, що привела до сучасних «справжніх» птахів. У них було дещо спільне з «справжніми» птахами, такі як розширені можливості польоту і посадка на ноги. Будова тазу, а також формування задніх кінцівок, досить різні. Nanantius eos — невеличкий птах, розміром з чорного дрозда. Передбачається, що це були морські птахи, що харчувалися морськими безхребетними і дрібною рибою.

## Ресурси Інтернету
- Реконструкція

| Гасторніс | Це незавершена стаття про викопних птахів. Ви можете допомогти проєкту, виправивши або дописавши її. |